# Каралезские сфинксы
Каралезские сфинксы (также Узун-Тарла) — геологический природный памятник регионального значения в Бахчисарайском районе Крыма.
Расположены на территории Бахчисарайского района в Каралезской долине, у села Залесное на горе Узун-Тарла (высота 303,6 м) Внутренней гряды Крымских гор. Площадь особо охраняемой природной территории 340726 м².
Решением исполкома Крымского облсовета № 92 от 15 февраля 1964 года сфинксы были объявлены геологическим памятником природы регионального значения Крымской области, со 2 апреля 2019 года — также памятник природы регионального значения Республики Крым.
Четырнадцать выветренных скал высотой от 8 до 15 метров, протянувшиеся с севера на юг, возникли в результате выветривания неоднородных по плотности известняков. Некоторые, особо крупные скалы имеют собственные названия на крымскотатарском языке: Сююрю-Кая (Остроконечная), Чуюн-Кая (Череп), Юкле-Кая (Беременная), две плосковерхие — Сандык-Кая (Сундук) и Шапке-Кая (Шапка).

Первое письменное упоминание сфинксов Кара-Илёзской долины встречается у Петра Палласа в труде «Наблюдения, сделанные во время путешествия по южным наместничествам Русского государства в 1793—1794 годах» 
…вдоль речки Сук-Чесме, высокий, далеко простирающийся скалистый гребень, образовавший как бы 10 выдающихся круглых башен, кажущихся древней крепостью.
5 июля 1825 года Грибоедов увидел Каралезских сфинксов, сделав характерную для него краткую запись в дневнике
Примечательный и оригинальный вид гор, чрез которые прорывается Бельбек, — сахарные головы, верхушки бисквитные. Иной бок закруглен вперед или назад, наверху род теремов и замков или бельведеров, разноцветных от смешения зелени со слоями камней. Гора над Кара-Илазом тоже как будто сверху укреплена исходящими башенками.